# Soltész Gyula
Soltész Gyula (Munkács, 1884. – Szentes, 1959. május 6.) latin-történelem szakos középiskolai tanár, a bölcsészettudományok doktora,  a szentesi gimnázium címzetes igazgatója. Kuncz Aladár Fekete kolostor c. világhírű regényének egyik szereplője.

## A tanári pályán
Szülővárosában érettségizett, innen került a Budapesti Tudományegyetemre, ahol latin-történelem szakos hallgatóként a kor népszerű és nagy tudású történészének, Békefi Remignek lett egyik kedvenc tanítványa.  Az egyetem elvégzése után a minisztérium a szentesi főgimnáziumba helyezte, ahol 1906 szeptemberében kezdte meg pedagógiai munkáját ekkor még helyettes tanárként. 1909-től rendes tanári kinevezést kapott. 1910-től a helyi munkásgimnáziumnak is óraadó tanára lett. 1914-től 1919-ig Franciaországban internált. 1919 decemberétől újra tanít. 1930-tól szaktárgyai mellett megbízták a francia és német nyelv tanításával is.  Mindeközben rendszeres előadója az iskolai és iskolán kívüli ünnepségeknek, leginkább a Katolikus Nőegyletben és a szentesi Kultúr Egyesületben szólalt fel.
A tanári visszaemlékezés szerint a diákok egyik legkedveltebb tanára volt az örökké mosolygós, mindenki felé kedves, „krisztusi lelkületű” ugyanakkor rendkívüli műveltséggel bíró Soltész Gyula. 1936 nyarán a kormányzó címzetes igazgatói címet adományozott a népszerű pedagógusnak. 1941. december 13-án Dr. Balogh Ányos tankerületi királyi főigazgató Szentesen – külön ünnepség keretében – személyesen adta át a nyugalomba vonult tanárnak a miniszteri elismerést.  Kollégája, Mihóczy Rezső a gimnázium értesítőjében közölt róla találó jellemrajzot:
Nemcsak a diákoknak volt mindig jóságos barátja, de pártfogásba vette a fiatalabb és tapasztalatlanabb kartársakat is. Az idősebb testvér szeretetével egyengette azok útjait és könnyített rajtuk a kezdet nehéz napjaiban. Európai műveltségű, világlátott és társasági ember. Beutazta a művelt nyugatot, és több modern nyelven beszél. Írt novellákat, útleírásokat, színdarabokat, amelyek közül többet nagy sikerrel adott elő a gimnázium ifjúsága is. Ő maga is született alakító művész; gyakran közreműködött a jótékony társadalmi és vallásos egyesületek ünnepségein. Az ő szereplése mindig fénypontja volt ezeknek. Szellemes közvetlenségével, magával ragadó humorával, sziporkázó, de sohasem sértő élceivel lázba tudta hozni a közönséget.

## Francia hadifogságban
1914 nyarán francia nyelvtudásának fejlesztése végett Párizsba utazott. Itt érte őt az első világháború kitörése. Mint ellenséges ország állampolgárát a hatóságok letartóztatták. Előbb egy Périgueux nevű dél-francia városkába, majd pedig Noirmoutier és az Ile d'Yeu szigetekre internálták.  A gimnázium vezetősége mindent elkövetett részint az Egyesült Államok budapesti főkonzulátusa, részint a külügyminisztérium útján, hogy kieszközöljék hazajövetelét, de minden kísérlet hiábavalónak bizonyult. Csak az állt módjukban, hogy az ellenséges államban való kényelmetlen helyzetén némiképp enyhítsenek,  amire az adott lehetőséget, hogy a minisztérium Soltész fizetését továbbra is folyósította Szentesre.  A szabadulását követően 1919 tavaszán érkezett haza, de a tanítást a román megszállás miatt csak december elején kezdhette meg.
Franciaországi tartózkodása alatt több magyar fogolytársával került közelebbi kapcsolatba. Köztük volt Kuncz Aladár író, aki a háborút követően regény formájában írta meg internáltságának élményeit. Művében szerepet kapott Soltész Gyula is. A regény 1931-ben jelent meg, s egycsapásra a világirodalmi rangú magyar írók közé emelte. Sőni Pál irodalomtörténész jellemzése szerint „A fogságélményeit megörökítő remekmű szinte tudományos tárgyilagossággal jegyzi fel az eseményeket … Mindezt nem önelemző vallomásokban mondja el, hanem epikusan, fogolytársai életének, a hétköznapi eseményeknek mind behatóbb megfigyelése, mind elmélyültebb ábrázolása útján. Remek portrék egész sora, önálló novelláknak is beillő mozzanatok szerves egységbe olvadnak az esszészerű okfejtésekkel és lírai reflexiókkal.”  A regényt angol, francia, olasz, török és román nyelvre is lefordították.
Kuncz művében fokozatosan bontja ki az olvasó előtt szentesi hősének személyiségét. Először csak annyit említ, hogy Soltésznak „Párizshoz, a franciákhoz, irodalmukhoz és művészetükhöz nem volt semmi különösebb köze.”  Később már úgy jellemzi, hogy a szentesi tanár nyugalmat árasztott maga körül, de igazából akkor ismeri meg először, amikor édesapja haláláról értesülve „kábultan, összetörve” ül: Soltész volt az első, aki kezét megfogva, könnyes, meleg szavakkal vigasztalta. Amikor a szörnyű spanyoljárvány történetének leírásához ér, akkor mondja el, hogy „Soltész a betegség első napjától kezdve ápolással, vigasztalással sokat segített beteg társain…”
Összegezve elmondható, hogy Soltész Gyula a Fekete kolostor egyik pozitív mellékszereplőjeként áll az olvasó előtt. A regény Soltésszal kapcsolatos részeit szemelvények formájában a Szentes irodalmi emlékei c. kötet tartalmazza.

## Nyugdíjas évek
Kollégája és tisztelője Nagyajtósi István jól ismerte őt. 1959-ben bekövetkezett halálakor nekrológot írt egykori kartársáról, ami a gimnázium évkönyvében jelent meg. Írásában Soltész Gyula nyugdíjas éveiről is közöl érdekes részleteket.
Amikor 1941-ben nyugalomba ment, visszatért szülővárosába, Munkácsra, hogy öreg édesanyja támasza legyen. Ismét előtérbe került az az önfeláldozó ember, aki az internáló táborban beteg fogolytársainak ápolója volt. A háborús események megfosztották nyugdíjától, barátaitól, ismét az élet sötét oldalára került. Amikor édesanyja halála után visszatérhetett Szentesre, barátai kerítettek számára egy csöndes kis szobát, ahol fel-felkerestük. Megint a nagy gonddal öltözködő, tartózkodó öregúr fogadott bennünket, aki legföljebb anekdotázva mondott egyet-mást átélt szenvedéseiről. Legfőbb szórakozása a mozi lett. Utoljára kórházi ágyon láttam, türelmesen, udvariasan. Sírja a szentesi temetőben pedánsan gondozott, kőbe zárt, de nem elutasító; illik hozzá, aki hűvös, világfias modor mögé rejtette nagyon őszintén mély emberi érzését.

## Elismerései
- Címzetes igazgató (1936)
- Miniszteri dicséret (1941)

## Munkái
- Az 1494. és 1495. évi királyi számadások művelődéstörténeti vonatkozásai, Bölcsészdoktori értekezés. Budapest, 1905.
- Horváth Mihály (emlékbeszéd). A szentesi m. kir. állami főgymnasium értesítője, 1909-1910. 6-14. o.

## Róla szóló irodalom
- Mihóczy Rezső: Dr. Soltész Gyula c. igazgató. A szentesi m. kir. állami Horváth Mihály gimnázium értesítője, 1941-1942. Közzéteszi Járay Imre. 5-6. o. (e-Könyvtár Szentes)
- Soltész Gyula nyugalomba vonult. Szentesi Napló 1941. júl. 3.
- Nagyajtósi István: Soltész Gyula. A szentesi Horváth Mihály Gimnázium évkönyve. 1949/50-1969/70. Szentes, 1971. 59-60. o. (e-Könyvtár Szentes)
- Szentes irodalmi emlékei. (Kuncz Aladár c. fejezet) Szerk.: Vágvölgyi Zoltán. Szentes, 2016. (e-Könyvtár Szentes)